# 마음의 짚시
"마음의 짚시"는 대한민국에서 제작된 고영남 감독의 1974년 영화이다. 최불암 등이 주연으로 출연하였고 박종찬 등이 제작에 참여하였다.

## 출연

### 주연
- 최불암
- 최정민
- 박암